# Psylla cangshanli
Psylla cangshanli är en insektsart som beskrevs av Yang och Li 1984. Psylla cangshanli ingår i släktet Psylla och familjen rundbladloppor. Inga underarter finns listade i Catalogue of Life.